# Kurt Sahm
Kurt Sahm (* 18. September 1924 in Gelsenkirchen; † 4. Oktober 2009) war ein deutscher Fußballspieler und Trainer.
Der überwiegend im Mittelfeld auf den Positionen des Halbstürmers und des Außenläufers im damaligen WM-System eingesetzte Aufbauspieler hat in der Fußball-Oberliga West beziehungsweise Nord (1951/52) von 1947 bis 1959 insgesamt 176 Ligaspiele absolviert und 43 Tore erzielt. Nach dem Gewinn der Meisterschaft in der Saison 1952/53 in der Oberliga West hat er mit Borussia Dortmund in der Endrunde 1953 alle sechs Gruppenspiele um die deutsche Fußballmeisterschaft bestritten und ist lediglich mit seinen Mannschaftskameraden durch einen hauchdünn schlechteren Torquotienten am Finaleinzug gescheitert. Von 1954 bis 1960 hat Sahm noch 82 Verbandsspiele mit 21 Toren in der 2. Liga West absolviert, ehe er seine Spielerlaufbahn beendete und noch mehrere Jahre als Trainer in Westdeutschland verbrachte.

## Karriere als Fußballer

### Anfänge, bis 1946
In der Jugend von Schwarz-Gelb Gladbeck begann der junge Sahm mit dem Fußballspielen. Als Wehrmachtsangehöriger spielte er 1943/44 in Niederschlesien bei der Breslauer SpVgg  02. Ob er dort mit den ehemaligen 02er-Größen wie Richard Kubus, Ernst Plener, August Klingler und Reinhard Schaletzki gemeinsam am Ball war, lässt sich durch die vorhandene Literatur nicht belegen. Nach Rückkehr aus dem Zweiten Weltkrieg spielte er 1945/46 mit Gladbeck in der Bezirksklasse Gelsenkirchen Gruppe 2 und schloss sich aber zur Runde 1946/47 dem STV Horst-Emscher in der Landesliga Westfalen in der Gruppe 1 an.

### 1. Abschnitt Horst-Emscher, 1946 bis 1950
Mit den Emscher Husaren, gelegen an der Zeche Nordstern mitten im Siedlungskern der Horster Mark, qualifizierte sich der kombinationssichere Mittelfeldspieler und torgefährliche Angreifer in der Saison 1946/47 als Vizemeister der Landesliga Westfalen Gruppe 1, für die ab 1947/48 startende zentrale Oberliga West. Lediglich das Heimspiel gegen Meister FC Schalke 04 war mit 1:4 gegen Konkurrenten wie SpVgg Röhlinghausen, SC Westfalia Herne und SV Höntrop verloren worden.
In der Debütrunde der Oberliga erreichten die Blau-Schwarzen aus dem Fürstenbergstadion in einer 13er-Staffel hinter Borussia Dortmund und den Sportfreunden Katernberg den 3. Rang. Am ersten Spieltag, den 14. September 1947, verlor Horst-Emscher mit dem Innentrio Sahm, Kelbassa und Zielinski das Heimspiel vor 12.000 Zuschauern gegen RW Oberhausen mit 2:5. Mittelstürmer Kelbassa hatte den Gastgeber zwar in der 10. Minute mit 1:0 in Führung gebracht, aber Werner Günther (3 Tore) und August Groß (2 Tore) entschieden das Oberligadebüt zugunsten der Elf vom Stadion Niederrhein. Beide Lokalderbys gegen den FC Schalke 04 wurden aber gewonnen: Beim 1:0-Hinspielerfolg auf Schalke am 30. November 1947 wie auch beim 3:1-Heimerfolg am 11. April 1948 vor 25.000 Zuschauern, zog er als Halbstürmer die Fäden im STV-Spiel. Wie Kelbassa, Fritz Sense und Heinz Zielinski hatte Sahm am Rundenende alle 24 Rundenspiele bestritten und zehn Tore erzielt. Am 9. Mai 1948 verlor er mit Horst-Emscher das Spiel in der britischen Zonenmeisterschaft mit 1:3 gegen den FC St. Pauli.
Im zweiten Oberligajahr, 1948/49, konnten Sahm und Kollegen den 3. Rang wiederholen, jetzt war auch noch Bernhard Klodt von Königsblau dazu gekommen. Der Rundenstart ging aber mit 2:8 Punkten daneben, erst am 30. Oktober 1948 glückte mit einem 6:0-Heimerfolg gegen die SpVgg Erkenschwick der erste doppelte Punktgewinn. Mit 0:1 verlor man am 13. März 1949 das Spitzenspiel vor 30.000 Zuschauern gegen den weit enteilten Tabellenführer Borussia Dortmund. Sahm hatte am linken Flügel gestürmt. Acht Tage später glückte ein 4:1-Auswärtserfolg bei Schalke 04 und Linksaußen Sahm erzielte dabei kurz vor Spielschluss das letzte Tor des Tages. Zehn Punkte Differenz bestanden zwischen dem STV und Schalke und die „Knappen“ nahmen den letzten Platz ein. In 20 Ligaeinsätzen hatte Sahm vier Tore erzielt.
Mit dem 4. Rang im Westen in der Saison 1949/50 war er mit dem STV für die Endrunde um die deutsche Fußballmeisterschaft 1950 qualifiziert. Durch einen Achillessehnenriss aus dem Spiel am 26. März 1950 gegen Duisburger 08 fiel Sahm aber für die Endrunde aus. Jetzt war sein 1. Abschnitt bei Horst-Emscher beendet, er nahm wie seine Mannschaftskollegen Alfred Mikuda, Erich Wieding und Ewald Wischner auch, das Angebot von Borussia Dortmund an und wechselte zur Saison 1950/51 zu den Gelb-Schwarzen vom Stadion Rote Erde.

### Drei Jahre in Dortmund und Bremen, 1950 bis 1953
Dafür sollen Darlehen, Handgelder, Wohnungs- und Arbeitsplatzwechsel, Beschaffung von Möbeln usw. die Gründe gewesen sein, die dazu führten, dass man von den „sensationellen Veränderungen“ dieser Spieler spricht. Der Wechsel sorgte längere Zeit für ein gespanntes Verhältnis zwischen den Vereinen. Vor der Spruchkammer wurden die Spieler mit Ausnahme von Sahm bis Ende November gesperrt. Sahm erreichte mit dem BVB den 3. Rang, der Verlust von Alfred Preißler zu Preußen Münster wog beim Titelverteidiger aber schwer. Sahms Rundenleistung (27/2) wurde durch die Aufnahme in das Revier-Team der Saison 1950/51 gewürdigt. Nach Saisonende zog es Sahm aber bereits wieder weiter, er unterschrieb bei Werder Bremen zur Saison 1951/52 einen neuen Vertrag und spielte ab sofort mit den Grün-Weißen in der Oberliga Nord. An der Weser wurden neben Sahm auch noch die weiteren Neuzugänge Ludwig Alm, Max Konopka, Hans Pühl und Rolf Theile begrüßt.
Obwohl Werder mit Dragomir Ilic, Richard Ackerschott, Herbert Burdenski, Heinz Rath, Torjäger Karl-Heinz Preuße, Hans Pöschl, Hans Hagenacker und Horst Gernhardt neben dem überzeugenden Neuzugang aus Dortmund weitere starke Oberligafußballer im Kader von Trainer Hans-Josef Kretschmann hatte, kam die Mannschaft nicht über den 7. Rang hinaus. Die Leistungen von Sahm in seinen 29 Ligaspielen im Norden mit 14 Toren bewogen Borussia Dortmund aber umgehend zur Rückholaktion von Sahm nach Dortmund. Der spielstarke und torgefährliche Mittelfeldmann unterschrieb zur Saison 1952/53 erneut beim BVB und kehrte zu den Schwarz-Gelben zurück.
Da auch noch mit Alfred Preißler aus Münster neben Sahm ein weiterer Rückkehrer zur Mannschaft von Trainer Hans Schmidt gekommen war, mit Alfred Niepieklo, Edmund Kasperski und Hans Flügel erstklassige Angreifer bereits vorhanden waren und auch von dem Neuzugang und Flügelstürmer Franz Farke vom TSV Detmold einiges erwartet wurde, herrschte beim BVB vor dem Rundenstart berechtigter Optimismus. Es wurde eine erfolgreiche Runde, aber mit dem 1. FC Köln hatte Dortmund einen ernsthaften Meisterschaftskonkurrenten, welcher auch nach der Hinrunde mit vier Punkten Vorsprung die Tabelle anführte. Bei Sahm lief es wegen mehrerer Verletzungen persönlich nicht besonders gut, er konnte nur sporadisch in das Spielgeschehen eingreifen. Gut war, dass er am Rundenende wieder fit war, so lief er auch am 30. Spieltag, den 26. April 1953, bei einem 1:1-Auswärtsremis gegen den Meidericher SV beim Meister der Oberliga West wieder auf. Mit der Angriffsbesetzung Farke, Preißler, Kasperski, Sahm und Herbert Sandmann beendete der BVB die Saison 1952/53 mit drei Punkten Vorsprung vor dem 1. FC Köln als Westmeister die Runde. Sahm hatte die Gäste in der ersten Halbzeit in Führung gebracht. Acht Tage später begann die Endrunde und Sahm und Kollegen hatten es mit den Konkurrenten VfB Stuttgart, Hamburger SV und Union 06 Berlin zu tun.
Der überaus routinierte Trainer „Bumbas“ Schmidt eröffnete die Endrunde am 3. Mai mit dem Heimspiel gegen den Titelverteidiger VfB Stuttgart, wo Trainer Georg Wurzer mit Karl Bögelein, Richard Steimle, Robert Schlienz, Erich Retter, Karl Barufka, Otto Baitinger, Erwin Waldner und Rolf Blessing gleich mehrere herausragende Akteure in der VfB-Elf geformt hatte. Trainer Schmidt zog Sahm in die Läuferreihe zurück und vertraute in allen Gruppenspielen auf die Reihe mit Erich Schanko, Paul Koschmieder und Kurt Sahm. Im ausverkauften Stadion Rote Erde setzte sich der Gastgeber mit 2:1 durch. Das erste Auswärtsspiel entschied Rechtsaußen Farke mit einem Treffer zwei Minuten vor Spielende für die Westfalen mit 4:3. Danach folgten drei Siege gegen Union 06 (4:0, 2:0) und den HSV (4:1) und jetzt musste das letzte Gruppenspiel am 7. Juni beim VfB Stuttgart über den Einzug in das Finale entscheiden. Dortmund hatte zwar zwei Punkte Vorsprung, mit einem Sieg konnte der VfB aber noch gleichziehen und eventuell durch das fast identische Torverhältnis noch Dortmund vom 1. Rang verdrängen. Vor 63.000 Zuschauern im Neckarstadion hielt der BVB zwar noch nach 45 Minuten ein 0:0, Mitte der zweiten Halbzeit erzielte der überlegene Gastgeber aber die zwei entscheidenden Treffer. Für Dortmund reichte es nur noch zum 1:2-Anschlusstreffer. Mit dem um 0,238 hauchdünn besseren Torverhältnis zog Stuttgart in das Endspiel ein. Entscheidend war der 6:0-Kantersieg über Schlusslicht Union 06 Berlin, als der BVB sich „nur“ mit 4:0 durchgesetzt hatte. In sechs Endrundenspielen hatte die BVB-Defensive um Heinz Kwiatkowski, Max Michallek, Alfred Mikuda, Erich Schanko, Paul Koschmieder und Kurt Sahm lediglich sieben Treffer kassiert; zum Finaleinzug hatte es aber trotzdem nicht gereicht. Nach dieser Enttäuschung kehrte er wieder zu Horst-Emscher zurück.

### 2. Abschnitt bei den Emscher Husaren, 1953 bis 1959
Mittelstürmer und Torjäger Alfred Kelbassa kehrte von Münster und Spielmacher Sahm aus Dortmund vor der Saison 1953/54 nach Horst-Emscher zurück. Eigentlich gute Voraussetzungen für eine ordentliche Runde. Die guten Jahre der Emscher Husaren waren aber vorbei. Mit 0:6 Punkten starteten die Blau-Schwarzen in die Runde. Mit 9:21 Punkten belegten die Mannen um Kelbassa und Sahm nach der Hinrunde den 16. und letzten Rang. Da hatte auch der 3:0-Heimerfolg am 4. Oktober 1953 gegen Borussia Dortmund, mit je einem Treffer von Kelbassa und Sahm, nichts geholfen. Mit einer 0:4-Heimniederlage beendeten die Emscher Husaren am 11. April 1954 als Schlusslicht die Runde und stiegen in die 2. Liga West ab. Sahm hatte wie Kelbassa 28 Ligaspiele absolviert und vier Tore erzielt, der Mittelstürmer sogar 21 Treffer. An den Rückkehrern kann es nicht gelegen haben. Einer der Gründe könnte das Wegbrechen des vorherigen Schlussdreiecks mit Torhüter Heinz Flotho (12 Spiele) und dem Verteidigerpaar Egbert Lewandowski (5 Spiele) und Bernhard Wischmeyer (12 Spiele) und des langjährigen Stammspielers Fritz Sense (5 Spiele) gewesen sein.
Sahm wurde in dieser Runde sogar zweimal in die Auswahl des Westdeutschen Spielverbandes berufen: Am 10. Oktober 1953 in einem Repräsentativspiel in Dortmund gegen Norddeutschland, wo er in der 45. Minute für Niepieklo beim 2:0-Erfolg eingewechselt wurde. Den zweiten Einsatz erlebte er an der Seite von Mittelstürmer Kelbassa am 28. Februar 1954 bei einem 5:1-Erfolg in Berlin, wo der Halbstürmer auch ein Tor erzielte.
Nach dem Abstieg setzte Sahm seine Karriere bei STV in der 2. Liga West fort und feierte im vierten Anlauf, 1957/58, mit dem Meisterschaftsgewinn die Rückkehr in die Oberliga West. Unter Trainer Herbert Burdenski und an der Seite des jungen Mittelstürmers Reinhold Wischnowsky (15 Tore) hatte der Routinier in 24 Ligaeinsätzen nochmals sechs Tore für die Husaren erzielt. Den Anforderungen der Oberliga West konnte der STV in der Saison 1958/59 nicht mehr gerecht werden. Abgeschlagen mit 13:47 Punkten wurde der letzte Platz belegt. Sahm verabschiedete sich mit dem Einsatz am 19. April 1959 gegen den Duisburger SV (0:5) aus der Oberliga. Nach dem Abstieg hängte er noch ein Jahr bei der SpVgg Herten 1959/60 in der 2. Liga West unter Trainer Heinz Dokter an und beendete an der Seite von Hans Barwenzik und Günter Graetsch nach lediglich sieben Zweitligaeinsätzen (1 Tor) seine Spielerkarriere. Er hatte sich bei einem Verkehrsunfall schwere Verletzungen zugezogen und musste dadurch seine aktive Spielerzeit beenden. Er übernahm zur Folgesaison 1960/61 das Traineramt beim Erler SV 08.

## Trainer
Im letzten Jahr der 2. Liga West, 1962/63, trainierte er die Mannschaft von der Kampfbahn Katzenbusch und erreichte mit Spielern wie Rudolf Assauer und Günter Graetsch den 3. Rang. Im ersten Jahr der zweitklassigen Fußball-Regionalliga West, 1963/64, belegte er mit Herten in einer 20er-Staffel den 16. Rang und stieg punktgleich mit dem 15., der STV Horst-Emscher, in das Amateurlager ab. Sahm übernahm Horst-Emscher am 1. Juli 1964, erlebte aber nicht das Ende der Hinrunde. Im Laufe des Novembers 1964 endete seine Trainertätigkeit bei Horst-Emscher. Auch bei Schwarz-Weiß Essen war er in der Saison 1970/71 nochmals für einige Monate in der Regionalliga West als Trainer tätig. Im Amateurbereich wird er als Trainer bei Castrop 02, SV Erle 08, Eintracht Hamm und SSV Velbert geführt.